# Thẫm màu do hydro
Hiện tượng thẫm màu do hydro là sự xuống cấp tự nhiên của các tính chất quang học của thủy tinh do hydro dạng nguyên tử gây ra. Các nguyên tử hydro tự do có khả năng liên kết với SiO2 (silica) có trong thủy tinh để tạo ra hydroxyl (OH)—một dạng hợp chất hóa học có khả năng gây nhiễu sự truyền ánh sáng qua thủy tinh.
Vấn đề này có liên quan tới các loại cáp quang—cụ thể là trong các giếng dầu và hơi đốt, tại đó các sợi cáp quang được sử dụng để cảm nhận nhiệt độ phân bổ (DTS). Sự có mặt của hydro có thể là phổ biến do quá trình cracking của hydrocarbon trong các giếng dầu. Việc làm thẫm màu sợi cáp có thể làm méo kết quả đọc được của DTS và có thể làm cho toàn bộ hệ thống DTS trở thành không hoạt động được vì quỹ thất thoát quang học đã bị vượt ngưỡng.
Để ngăn chặn hiện tượng này, các lớp phủ đặc biệt như carbon, các loại gel bắt giữ hydro cũng dùng để đệm cho sợi cáp hoặc các kỹ thuật thích hợp khác, với mục đích ngăn chặn sự truyền qua sợi cáp của các nguyên tử hydro.